# Mykola Leontowytsch

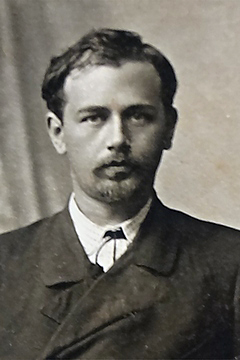
Mykola Leontowytsch

Mykola Dmytrowytsch Leontowytsch (ukrainisch Микола Дмитрович Леонтович, russisch Николай Дмитриевич Леонтович; * 1. Dezemberjul. / 13. Dezember 1877greg. in Monastyrok, Gouvernement Podolien, Russisches Reich; † 23. Januar 1921 in Markowka, Gouvernement Podolien, Ukrainische SSR) war ein Komponist, Chorleiter und Lehrer. Seine internationale Bekanntheit geht heute vor allem auf sein Werk Schtschedryk zurück, das 1936 von Peter J. Wilhousky auf Englisch unter dem Titel Carol of the Bells adaptiert wurde. In dieser Version zählt es heute, vor allem im angloamerikanischen Raum, zu den bekanntesten Weihnachtsliedern.

## Leben
Mykola Leontowytsch wuchs als ältestes von fünf überlebenden Kindern in dem Dorf Scherschni in der Nähe von Winnyzja auf. Sein Vater, Großvater und Urgroßvater väterlicherseits waren alle als Dorfpfarrer tätig. Beide seiner Eltern haben gesungen. Sein Vater leitete den Chor am Priesterseminar und spielte außerdem mehrere Instrumente, wie Cello, Bass, Harmonium, Violine und Gitarre. Von ihm erhielt Mykola Leontowytsch seinen ersten Musikunterricht. Die Schule besuchte er ab 1887 zunächst in Nemyriw. Aufgrund finanzieller Probleme musste er jedoch bereits im darauffolgenden Jahr an eine kirchliche Schule in Scharhorod wechseln, an der die Schüler volle finanzielle Unterstützung erhielten. Hier lernte er zu singen und schwierige religiöse Chorsätze zu lesen.
Von 1892 bis 1899 begann er sein Studium am Theologischen Seminar Podilsk in Kamjanez-Podilskyj, wo schon sein Vater und Großvater studiert hatten, und wo nach ihm sein jüngerer Bruder Oleksandr ebenfalls studierte. Während seiner Zeit am Seminar verbesserte er sein Violinspiel und lernte weitere Instrumente, wie Flöte und Harmonium. Er sang im Chor des Seminars und trat mit Gründung des Streichorchesters in seinem dritten Jahr am Seminar diesem bei und übernahm später die Leitung von Chor und Orchester. Eines der letzten von Leontowytsch geleiteten Konzerte fand am 26. Mai 1899 statt. Ein Foto der Aufführung titelte einer seiner Freunde „dem zukünftigen glorreichen Komponisten“. Er studierte Musiktheorie und begann seine ersten Chorarrangements zu schreiben, die stark von der regionalen Folklore in Podolien beeinflusst waren. Nach seinem Abschluss im Jahr 1899 entschied er sich, mit der Familientradition zu brechen und Lehrer statt Priester zu werden.
Leontowytsch trat seine erste Lehrtätigkeit im September 1899 an: Er unterrichtete an einer weiterführenden Schule im Dorf Tschukiw im Rajon Winnyzja Gesang und Arithmetik. Rückblickend betrachtete er sich selbst in dieser Zeit als keinen besonders guten Lehrer, der seine Schwächen aber durch seinen Musikunterricht ausgleichen konnte. Als er später in Kiew Professor an der Nationalen Musikakademie der Ukraine war, schrieb er ein Buch über seine ersten Lehrerfahrungen mit dem Titel „як я організував оркестр у сільській школі“, deutsch: Wie ich ein Orchester in einer Dorfschule organisierte. Nach Meinungsverschiedenheiten zwischen der Schulleitung und ihm wechselte er zu einer Lehrstelle am Theologischen Kolleg in Tywriw, wo er Kirchenmusik und Kalligrafie unterrichtete. Er arbeitete mit dem dortigen Chor und organisierte das Amateurorchester des Kollegs, mit dem er neben den klassischen religiösen Werken auch Werke der Volksmusik sowie eigene Kompositionen aufführte. Eines seiner eigenen Werke aus dieser Zeit beruhte beispielsweise auf dem gleichnamigen Gedicht „Зоре моя вечірняя“ (deutsch: Oh mein Abendstern) von Taras Schewtschenko. In dieser Zeit begann er außerdem, Lieder aus der Region Polesien zu sammeln. Seine erste Sammlung wurde nicht veröffentlicht, aber die Zweite Sammlung von Liedern aus Polesien fand 1903 in Kiew Veröffentlichung. Leontowytsch war jedoch unzufrieden mit dem Werk und kaufte alle 300 Kopien selbst zurück.
Am 22. März 1902 heiratete er Klawdija Ferapontiwna Schowtkewytsch, die aus Wolhynien stammte. Ihre erste Tochter, Halyna, wurde 1903 geboren; später hatten sie noch eine zweite Tochter, Jewhenija.
Aufgrund finanzieller Schwierigkeiten unterrichtete Leontowytsch in Winnyzja Kirchenpädagogik. Auch dort organisierte er einen Chor und auch ein Blasorchester, die beide sowohl weltliche als auch geistliche Musik spielten.
In den Jahren 1903–1904 besuchte Leontowytsch Vorlesungen an der Staatlichen Akademischen Kapelle St. Petersburg, wo er Musiktheorie, Harmonik, Tonsatz und Choraufführung studierte. Am 22. April 1904 erhielt er seine Zulassung als Chorleiter von Kirchenchören.
Im Herbst 1904 begann er in Hrischino, heute Pokrowsk, einer ukrainischen Eisenbahnstadt in der Region Donezk, als Gesangslehrer zu arbeiten. Er organisierte einen Arbeiterchor, der Bearbeitungen ukrainischer, jüdischer, armenischer, russischer und polnischer Volkslieder sang. Er gründete außerdem ein kleines Orchester, welches die Solisten begleiten sollte, und studierte mit ihnen ein Repertoire mit Werken der ukrainischen Komponisten Mykola Lyssenko und Petro Nischtschynskyj ein. Dies wurde von den Behörden nicht gern gesehen und im Frühjahr 1908 war er gezwungen, seinen Posten aufzugeben und nach Tultschyn zurückzukehren.
Seine Zeit in Tultschyn von 1908 bis 1918 war eine sehr produktive Periode für seine Kompositionen. Er unterrichtete am Frauenkolleg der Tultschyn-Eparchie Vokal- und Instrumentalmusik für die Töchter der Dorfpriester. Dort entstand auch seine dauerhafte Freundschaft mit dem Komponisten Kyrylo Stezenko, der seinen Musikstil wesentlich beeinflusste. Der Chor von Leontowytsch führte Werke sowohl russischer Komponisten wie Michail Iwanowitsch Glinka, Alexei Nikolajewitsch Werstowski und Pjotr Iljitsch Tschaikowski, als auch ukrainischer Komponisten wie Stezenko, Lyssenko, und Nischtschynskyj auf.
Ab 1909 studierte er bei dem Musikwissenschaftler Boleslaw Jaworskyj, den er in den folgenden 12 Jahren wiederholt in Moskau und Kiew besuchte. Er engagierte sich in der Theatermusikszene von Tultschyn und übernahm die Leitung es örtlichen Zweigs der Proswita, einer kulturellen Organisation, die sich für die Erhaltung und Entwirklung ukrainischer Kultur und Bildung einsetzt.
Leontowytsch schrieb Chorbearbeitungen verschiedener ukrainischer Volkslieder. Im Jahr 1914 überzeugte Stezenko Leontowych, seine Musik vom Studentenchor der Kaiserlichen Universität Kiew unter der Leitung von Oleksandr Koschyz aufführen zu lassen. Die erste Aufführung von „Schtschedryk“ in seiner Bearbeitung wurde zu Weihnachten am 25. Dezember 1916 in Kiew aufgeführt. Diese Aufführung machte Leontowytsch unter den Musikliebhabern von Kiew berühmt und wurde zu einem starken Impuls für die Anerkennung des Musikers aus Podolien.
Während der Oktoberrevolution und der Gründung der Ukrainischen Volksrepublik zog er 1918 ohne seine Familie nach Kiew. Dort war er als Dirigent und Komponist tätig und seine Werke wurden von mehreren professionellen und Amateurgruppen in ihr Repertoire aufgenommen. Nach der Machtübernahme der Bolschewiki arbeitete Leontowytsch im Musikkomitee des Volkskommissariats für Bildung, unterrichtete an der von Mykola Lyssenko gegründeten Nationalen Universität für Theater, Film und TV in Kiew (zur damaligen Zeit Lyssenko Institut für Musik und Schauspiel). Zusammen mit dem Komponist und Dirigent Hryhorij Werowka entwickelte er Vorschulkurse und organisierte Chöre.
Er unterrichtete Chorleitung am Kiewer Konservatorium und am Lyssenko-Institut für Musik und Schauspiel. Er war beteiligt an der Gründung der Ukrainischen Republikkapelle und war deren Vorstand. Als am 31. August 1919 Kiew von der Weißen Armee eingenommen wurde, begannen die Behörden, die ukrainische Intelligenzija der Stadt zu verfolgen. Um einer Verhaftung zu entgehen, war Leontowytsch gezwungen, zurück nach Tultschyn zu fliehen.
Nach seiner Rückkehr nach Tultschyn mit seiner Familie gründete er dort die erste Musikschule der Stadt, da das Kolleg, an dem er zuvor gearbeitet hatte, von den Bolschewiki geschlossen worden war. Hier begann er an einer ukrainischen Oper unter dem Titel „На Русалчин Великдень“ (Na russaltschyn velykden) zu arbeiten, die auf einem Märchen von Borys Hrintschenko basieren sollte.
In der Nacht vom 22. auf den 23. Januar 1921 wurde Leontowytsch im Alter von 43 Jahren im Haus seiner Eltern von einem Agenten des Geheimdienstes Tscheka erschossen. Leontowytsch hatte sich anlässlich des orthodoxen Weihnachtsfests im Haus seiner Eltern aufgehalten. Der verdeckte Tschekist Afanassij Hryschtschenko hatte um Unterkunft für die Nacht gebeten und teilte sich mit Leontowytsch ein Zimmer. Morgens um 7:30 Uhr erschoss er den Komponisten und raubte die Familie aus. Als der Arzt eintraf, war Leontowytsch bereits am Blutverlust gestorben.
In seinem kreativen Schaffen hinterließ Leontowytsch über 150 Kompositionen für Chöre. Sein gesamtes Werk ist stark religiös und ukrainisch-national geprägt. Mit Vorliebe interpretierte und vertonte er ukrainische Volkslieder und Gedichte. In diese Kategorie fällt auch sein bekanntestes Werk Schtschedryk, ein Lied zum Orthodoxen Neujahrsfest. Des Weiteren erstellte er Kantaten und weitere kirchliche Werke. Seine ukrainische Oper Na russaltschyn velykden konnte er nie fertigstellen.

## Werke
- Schtschedryk (1916)
- Kosaka nessut
- Dudaryk
- Is-sa hory snischok letyt
- Schentschytschok-brentschytschok
- Haju, haju selen rosmaju
- Na russaltschyn welykden (Oper) - (unvollendet)